# Жоробеков, Жолборс Жоробекович
Жолборс Жоробекович Жоробеков (род. 15 октября 1948, с. Жал Ноокатского района Ошской области Киргизской ССР) — государственный и общественный деятель Кыргызстана, педагог, историк, политолог, доктор политических наук и профессор, член Союза журналистов Киргизии. Отличник народного образования республики. Отличник профтехобразования.

## Биография
Трудовую деятельность начал в 1966 году заведующим сельской библиотекой, в 1967—1968 — учитель начальных классов. В 1969 году поступил на исторический факультет Киргизского государственного университета в г. Фрунзе.
После окончания университета в 1974 году работал в Институте истории АН Киргизской ССР. В 1979—1982 гг. учился в аспирантуре Киргизского госуниверситета. Кандидат философских наук.
В 1982—1993 — преподаватель, доцент Института русского языка и литературы, затем в 1993—1993 гг. работал старшим научным сотрудником Государственного института языков и гуманитарных наук. Доктор политических наук.
Заведующий информационно-аналитическим центром аппарата Ошской областной администрации (1993—1995), позже — депутат, председатель комитета по межнациональным связям, религии и общественным организациям Законодательного собрания Жогорку Кенеша Киргизской Республики (1995—1999)
В 1999—2002 — председатель Государственной комиссии по делам религий при Правительстве Киргизской Республики.
С 2002 г. — заведующий кафедрой социально-гуманитарных дисциплин Киргизской государственной юридической академии.
В 2005 — исполнял обязанности ректора Бишкекского гуманитарного университета им. К. Карасаева.
C августа 2006 по февраль 2007 — директор Госагентства по делам религий при правительстве Кыргызстана.
Автор 3 монографий, более 100 научных и научно-публицистических статей, ряда книг, в том числе:
- «Парламент и некоторые проблемы социальной политики»,
- «Этнодемографиялык процесстер»,
- «Этнодемографические процессы вчера, сегодня, завтра».

## Награды
- Медаль «1000 лет эпосу Манас»
- Почётный гражданин г. Кызыл-Кия.
- Заслуженный деятель науки Кыргызстана (2018)[1].